# Dieter Krause
Dieter Krause (Brandenburg an der Havel, 18 januari 1936 – Bad Saarow, 10 augustus 2020) was een Duits kanovaarder. 

## Loopbaan
Krause won tijdens de Olympische Zomerspelen 1960 de gouden medaille in de K-1 4x500 meter, dit onderdeel stond alleen in Rome op het olympische programma. Daarnaast was het de enige olympische gouden teammedaille behaald door het Duits eenheidsteam op de Olympische Spelen waarbij het aantal Oost-Duitse en West-Duitse in evenwicht was.
Krause werd met de Oost Duitse K-4 in 1963 wereldkampioen op de 1000 meter. Krause werd na zijn sportieve carrière coach en bondsbestuurder. Na de val van de Berlijnse muur werd bekend dat Krause werkte voor de Stasi.
Hij overleed in 2020 op 84-jarige leeftijd in een ziekenhuis in Bad Saarow.

## Belangrijkste resultaten

### Olympische Zomerspelen
| Editie | Plaats | Resultaten              |
| ------ | ------ | ----------------------- |
| 1960   | Rome   | K-1 4x500m 8e K-2 1000m |

### Wereldkampioenschappen vlakwater
| Jaar | Plaats | Resultaten                         |
| ---- | ------ | ---------------------------------- |
| 1958 | Praag  | K-1 500m                           |
| 1963 | Jajce  | K-4 1000m · K-2 1000m · K-1 4x500m |

1960: Dieter Krause & Paul Lange & Günter Perleberg & Friedhelm Wentzke
- Gemeinsame Normdatei: 1119823986
- Virtual International Authority File: 2168148037698288350003